# Henschel-Werke

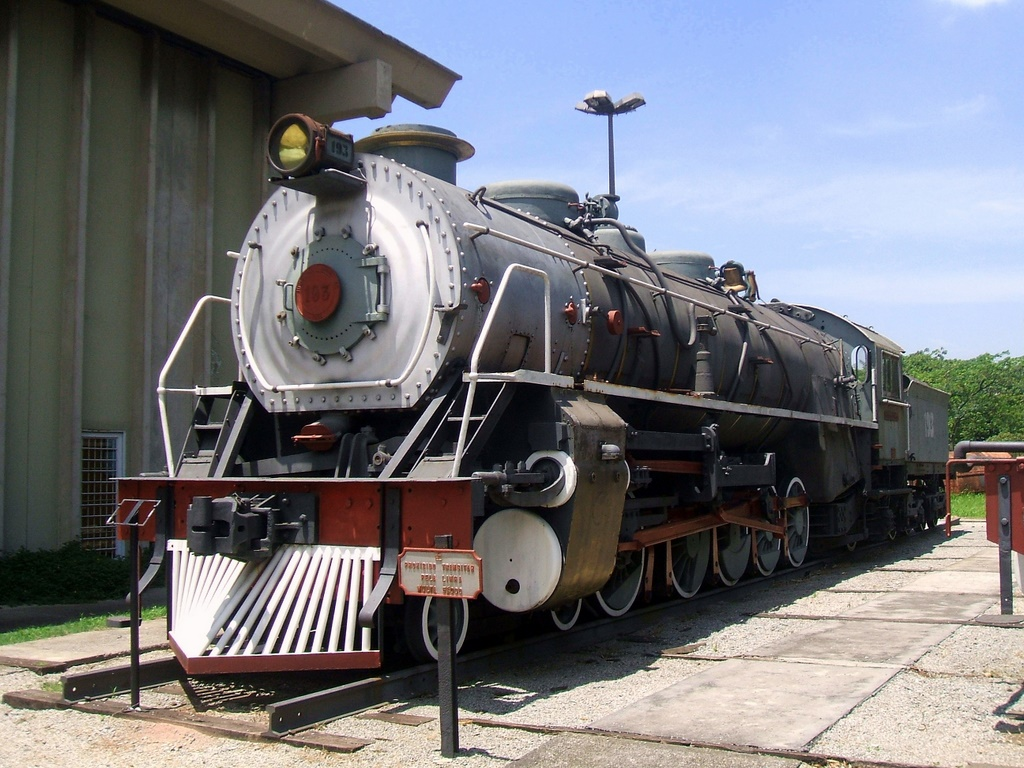
Паровоз, побудований «Henschel» у 1936 році. Музей технології в Сан-Паулу, Бразилія

Henschel, Henschel-Werke (читається Геншель-верке) — великий німецький машинобудівний концерн. Заснований у 1810 підприємцем Ґеорґом Крістіаном Карлом Геншелем (нім. Georg Christian Carl Henschel) шляхом створення ливарного виробництва та машинної фабрики в місті Кассель.

## Історія
У 1848 році компанія випустила свій перший залізничний локомотив.
До кінця XIX ст. концерн включав у себе ливарний, артилерійський і збройовий заводи, а також велике виробництво з випуску локомотивів та іншого залізничного устаткування.
По закінченню Першої світової війни замовлення на залізничне обладнання сильно скоротилися, і власники компанії вирішили сконцентруватися на виробництві вантажних автомобілів.

### Друга світова війна
У роки Другої світової заводи «Henschel» був провідним виробником танків, літаків і авіаційних двигунів.
Так, на початку 1935 року «Henschel» почав виробництво танків Panzer I. Під час Другої світової війни здійснював великомасштабне виробництво Panzer III та Panzer VI Тигр. «Henschel» був основним виробником «Тигрів». У 1945 році компанія нараховувала 8000 працівників, що працювали у дві зміни, кожна по 12 годин. Компанія широко використала «рабську працю». Заводи компанії були одними з найважливіших цілей для бомбардувальної авіації союзників і були майже повністю знищені (на 80 %).
З 1949 року загалом випущено понад 86 тис. вантажних автомобілів Henschel. Найуспішнішим став 1969 рік, протягом якого було зібрано 5319 комерційних транспортних засобів.
Остання вантажівка марки Henschel зійшла з конвеєра в 1974 році. Надалі підприємства компанії були перепрофільовані на випуск частин для вантажівок концерну Daimler AGAG.

## Продукція

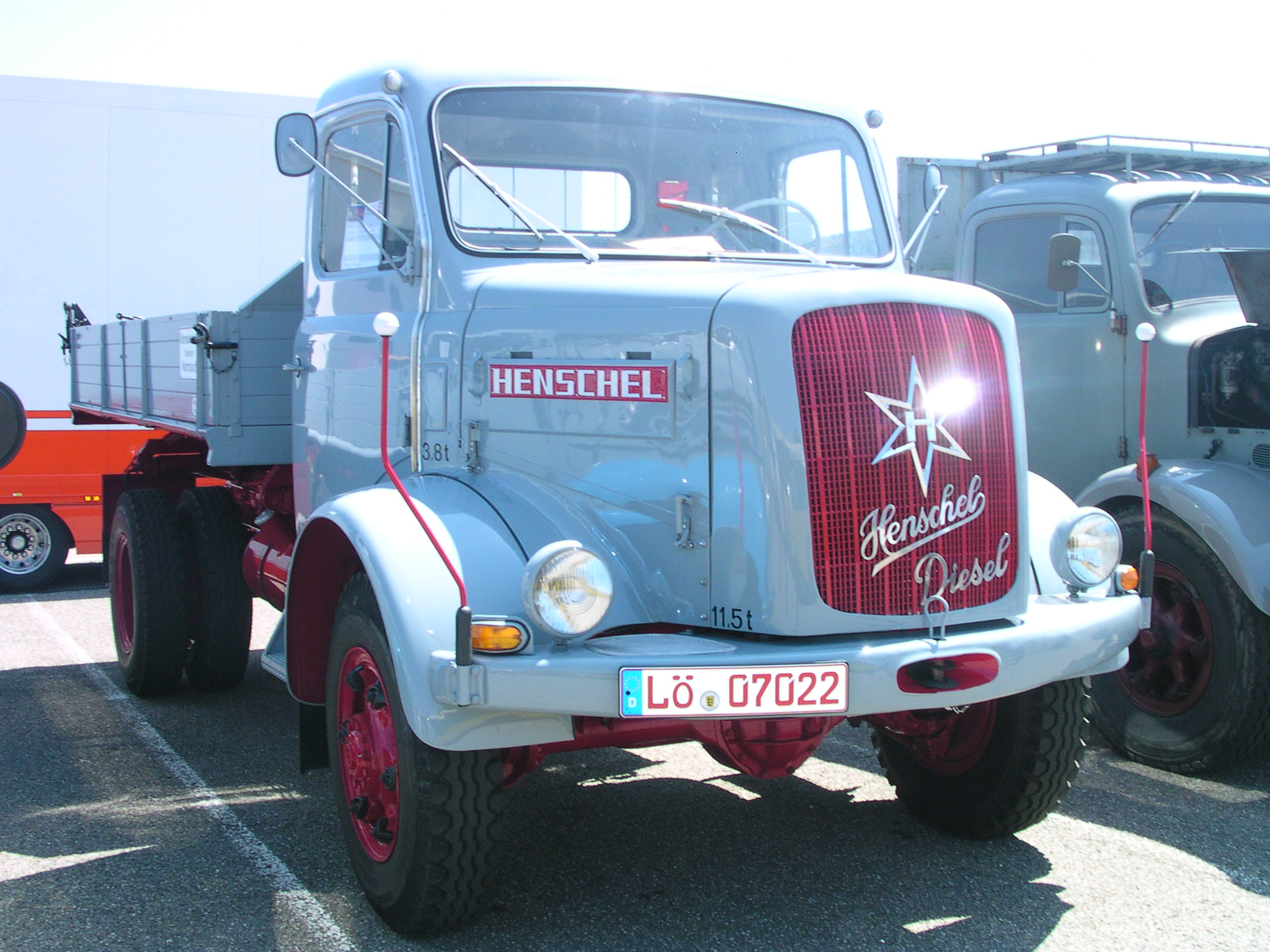
Henschel HS 100 AK
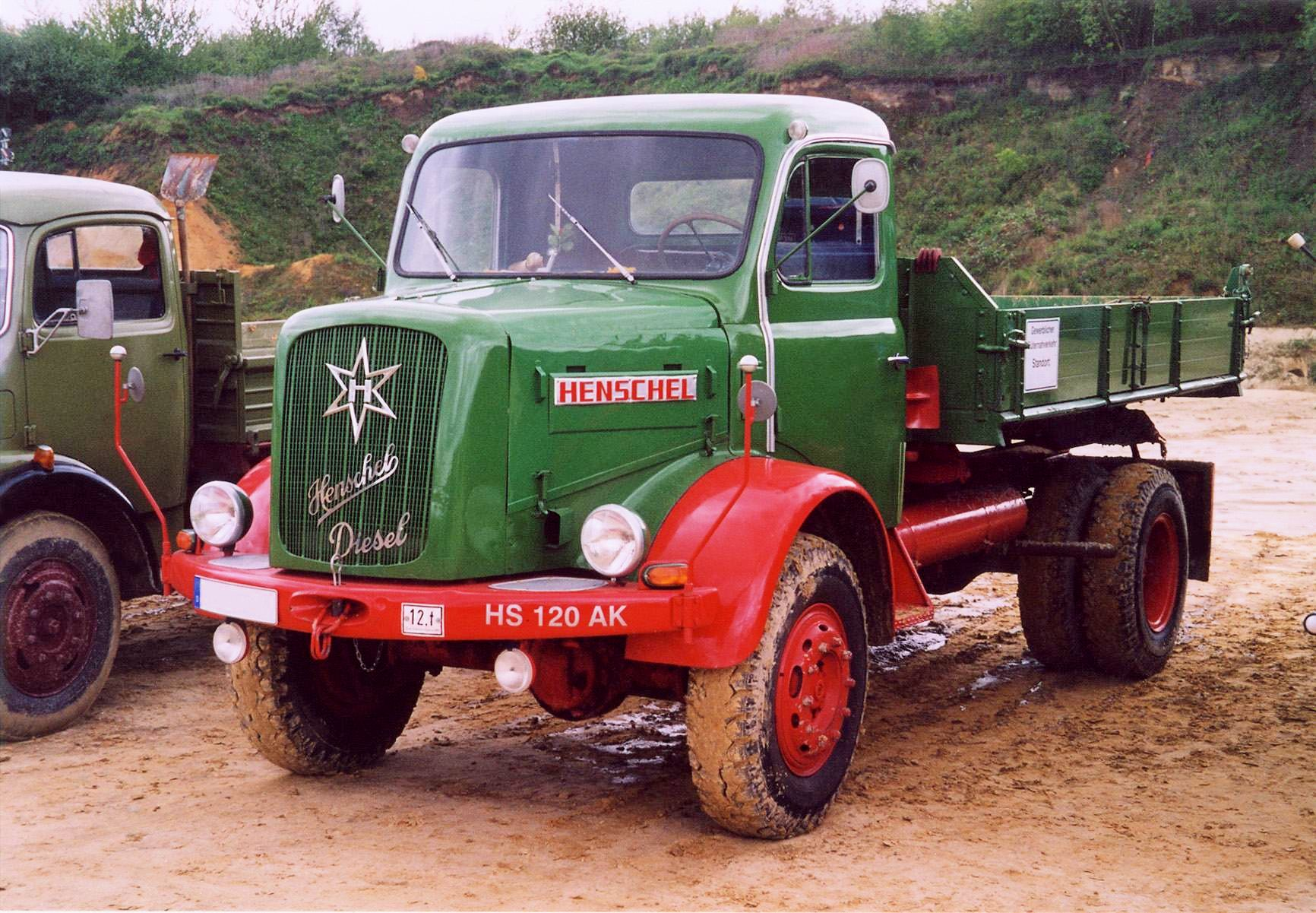
Henschel HS 120 AK
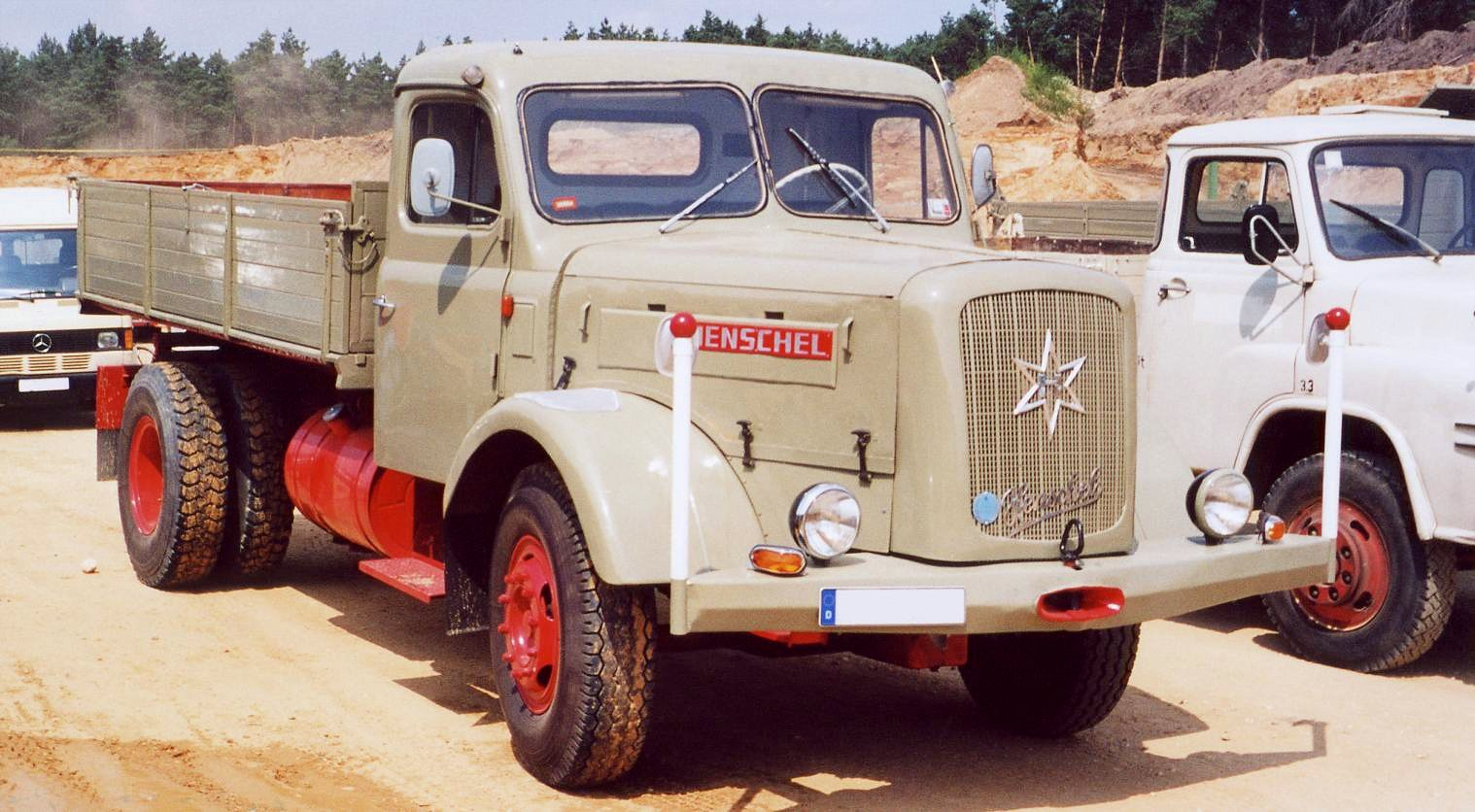
Henschel HS 140 K
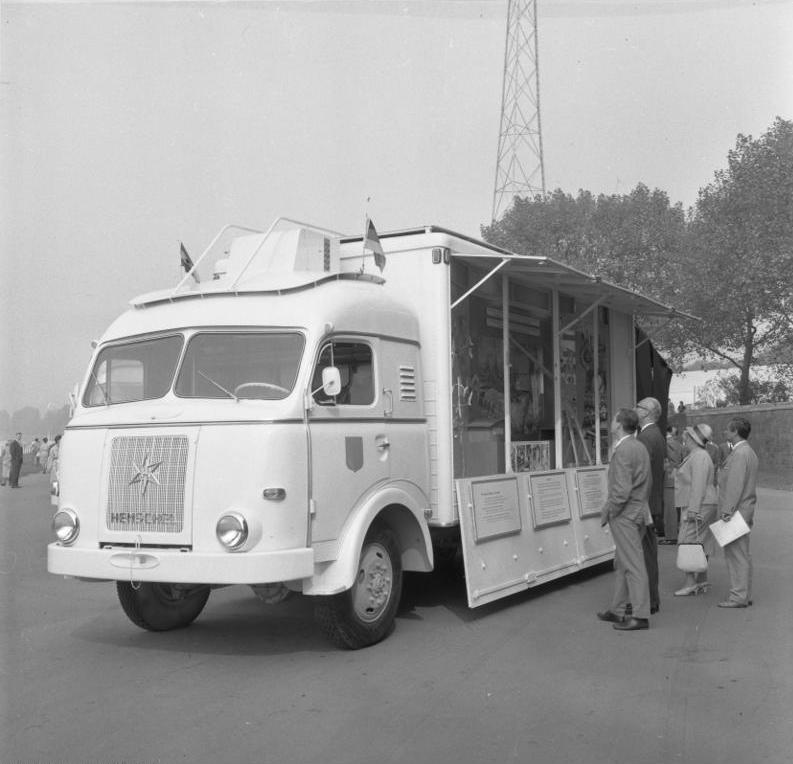
Henschel
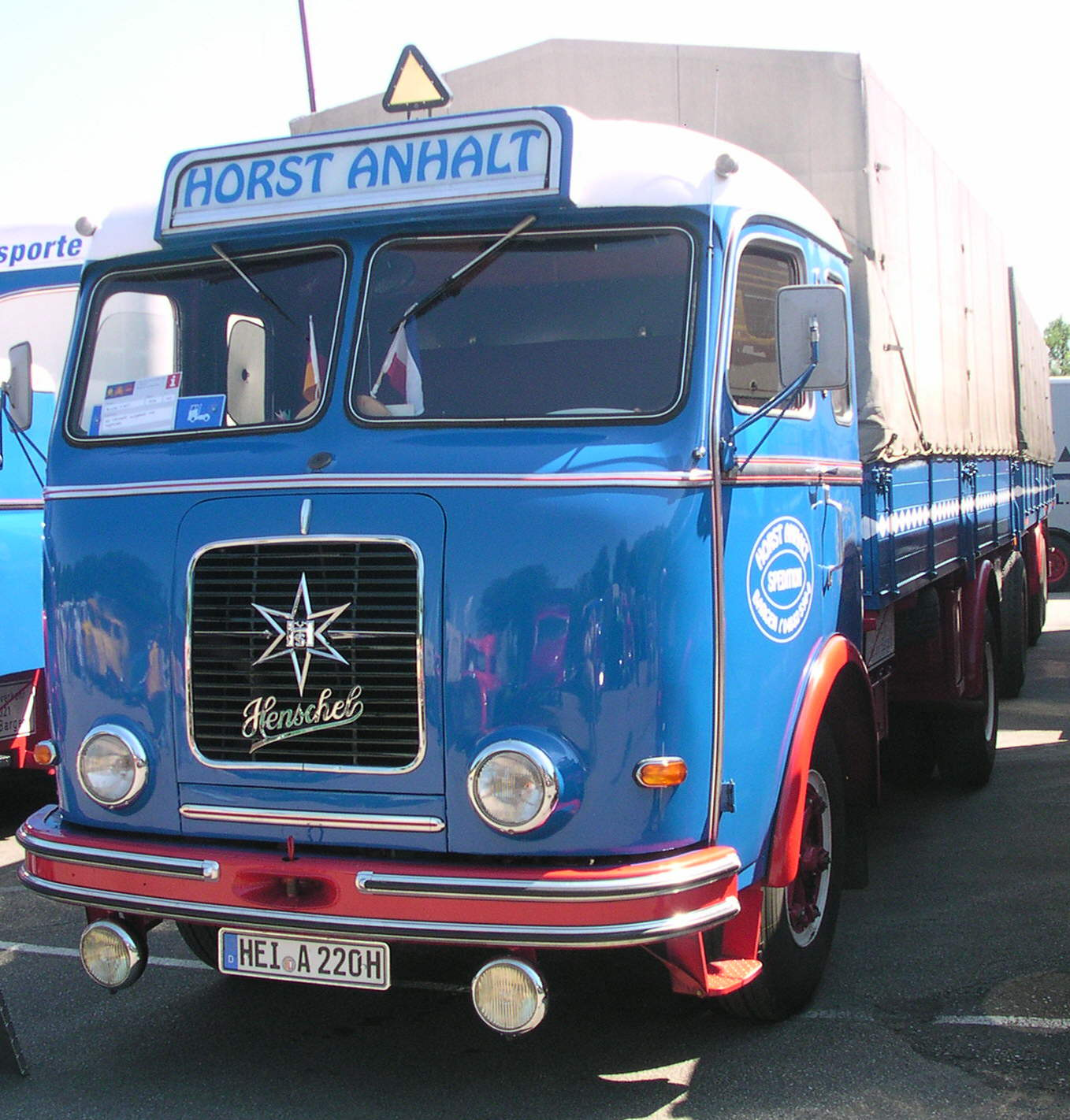
Henschel HS 165

### Паровози

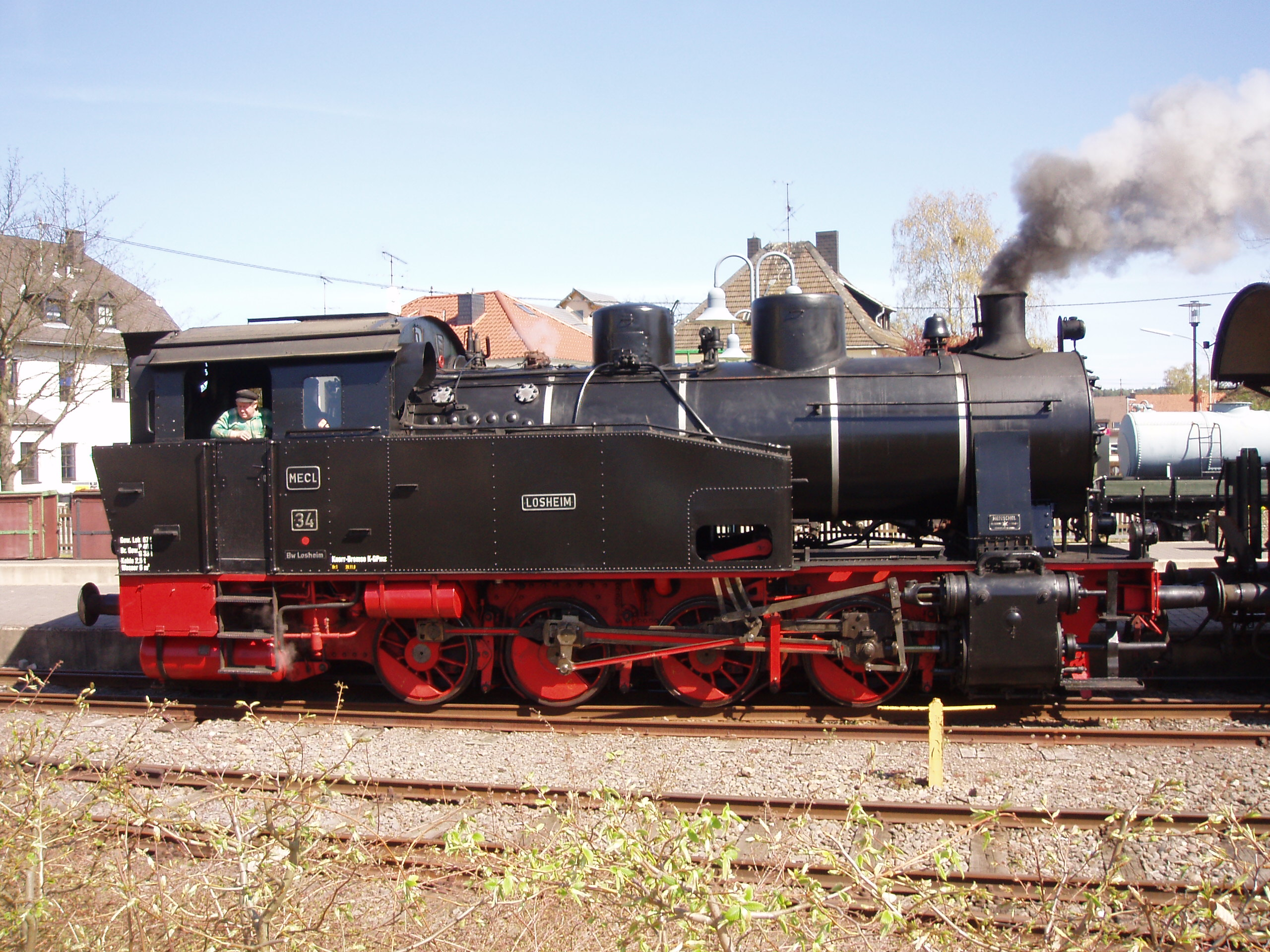
Паровоз D 600 «Losheim», виготовлений 1948 року

- Паровоз P8

### Тепловози
- Тепловоз NSB Di 4

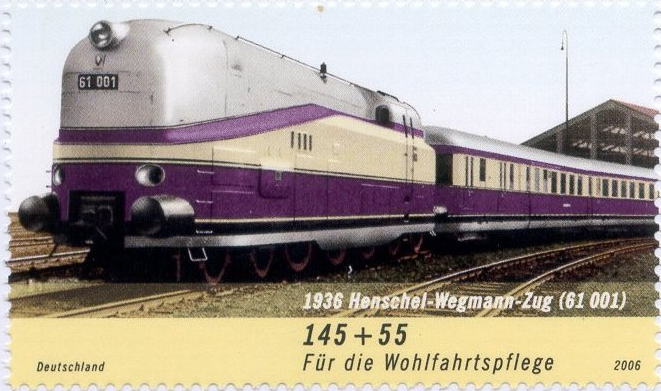
Henschel-Wegmann-Zug (61001), виготовлений 1936 року
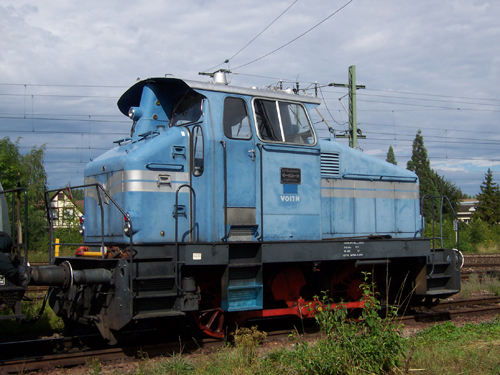
Henschel DH 240
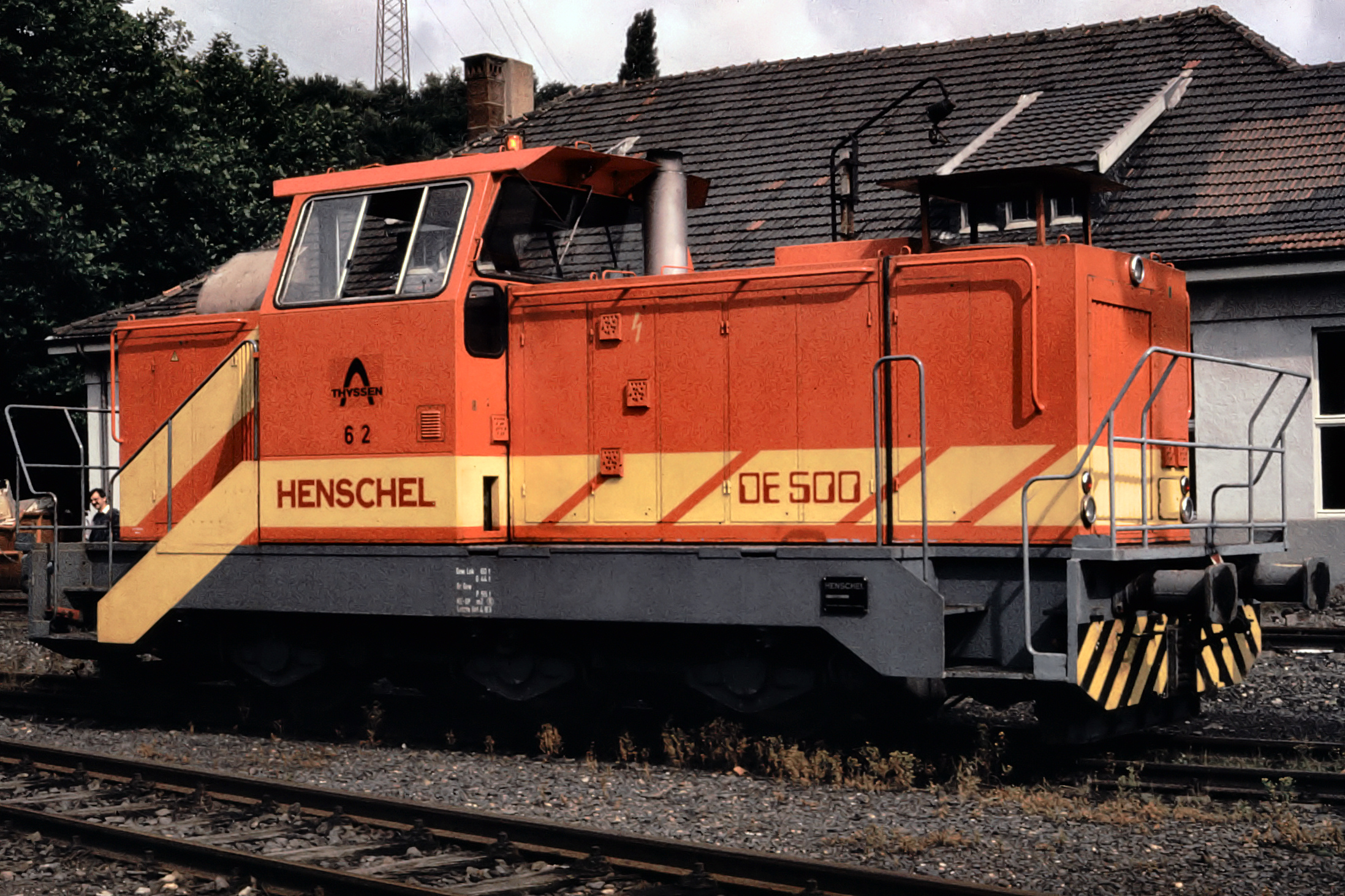
Henschel DE 500 C, Бохум-Дальгаузен
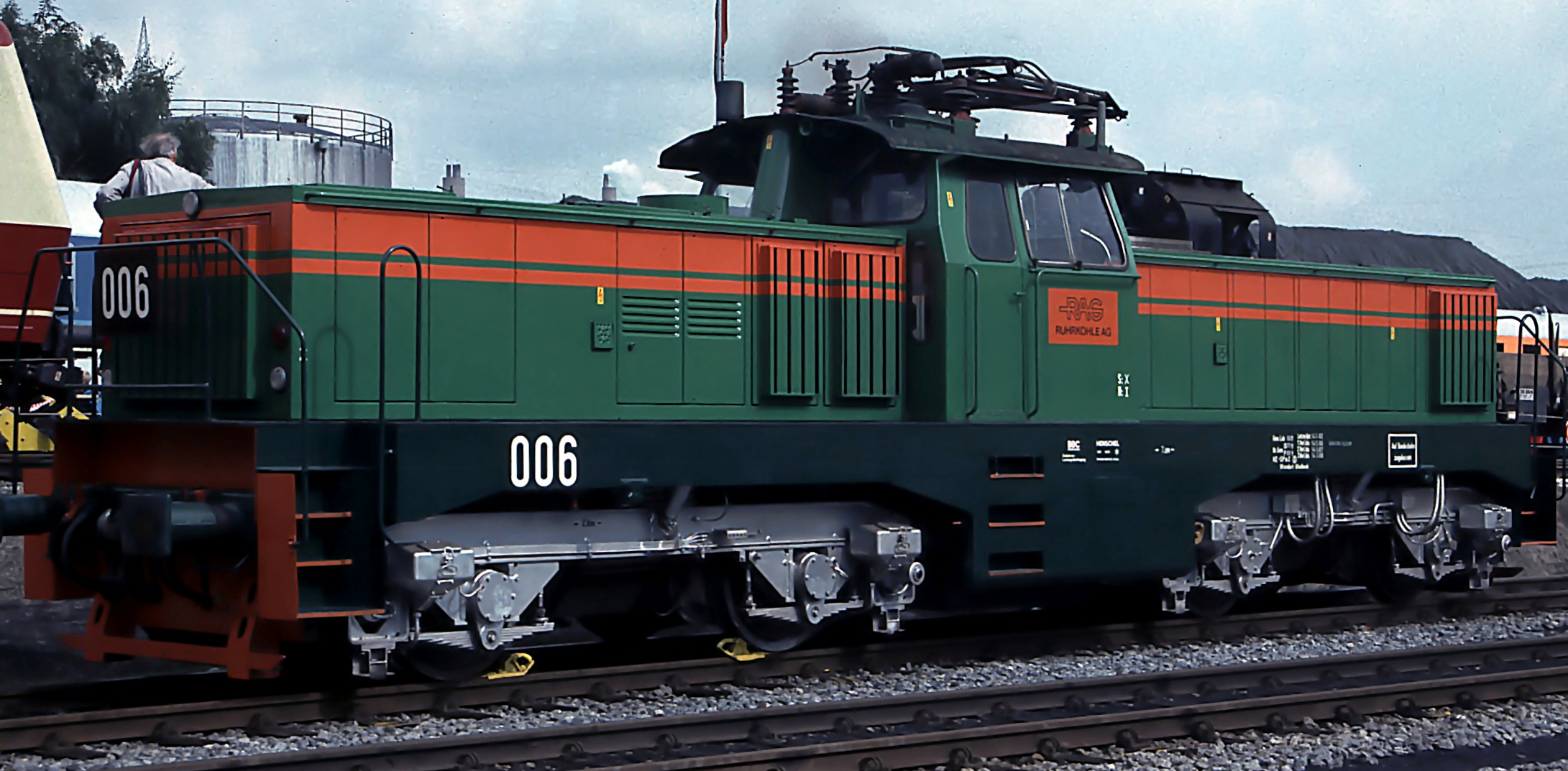
Локомотив змінного струму E 1200

### Літаки і ракети
- Henschel Hs 117 Schmetterling (метелик), ракета земля-повітря
- Henschel Hs 121 Винищувач/тренувальний літак (прототип)
- Henschel Hs 122 Штурмовик/розвідник
- Henschel Hs 123 Пікіруючий бомбардувальник (біплан)
- Henschel Hs 124 Винищувач бомбардувальників (прототип)
- Henschel Hs 125 Винищувач/тренувальний літак (прототип)
- Henschel Hs 126 Розвідник
- Henschel Hs 127 Швидкий середній бомбардувальник
- Henschel Hs 128
- Henschel Hs 129 Штурмовик
- Henschel Hs 130 Висотний бомбардувальник розвідувальний + (прототипи)
- Henschel Hs 132 Пікіруючий бомбардувальник з реактивним двигуном (прототип)
- Henschel Hs 293 Керована планеруюча авіаційна бомба
- Henschel Hs 294 Протикорабельна керована бомба
- Henschel Hs 295
- Henschel Hs 296
- Henschel Hs 297 «Föhn», 73-мм зенітна ракета-носій
- Henschel Hs 298 Ракета класу «повітря-повітря»
- Henschel 'Zitterrochen'